# Основи астрономії

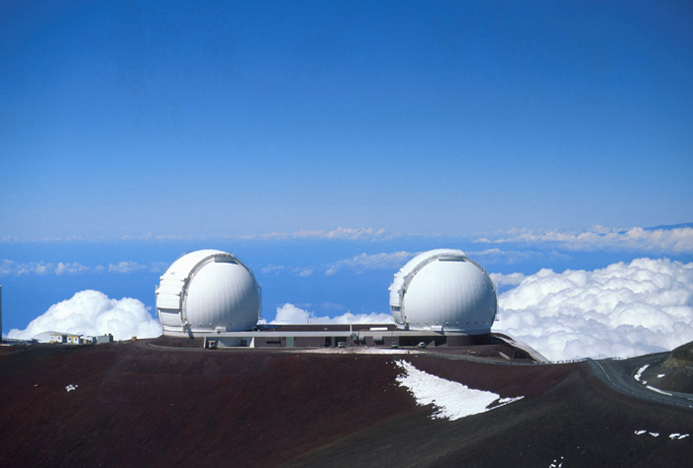
Мауна-Кеа на Гаваях є однією з провідних обсерваторій у світі. На фото обсерваторія WM Keck, оптичний інтерферометр.

Наступний план надається як огляд і тематичний посібник з астрономії:
Астрономія — вивчає Всесвіт за межами Землі, включаючи його формування та розвиток, а також еволюцію, фізику, хімію, метеорологію та рух небесних об'єктів (таких як галактики, планети тощо) і явища, що виникають поза атмосферою Землі (як-от космічне фонове випромінювання). Астрономія також перетинається з біологією, як астробіологія, вивчаючи потенційне життя у всьому Всесвіті.

## Природа астрономії
Астрономію можна описати наступним чином:
- Навчальна дисципліна: одна з академічними кафедрами, навчальними планами та ступенями; національні та міжнародні товариства; та спеціалізовані журнали.
- Наукова галузь (галузь науки) — загальновизнана категорія спеціалізованих знань у науці та, як правило, її втілює
  - Природнича наука — наука, яка прагне з'ясувати правила, які керують світом природи, використовуючи емпіричні та наукові методи.
    - Галузь або область космічної науки
- Хобі або заняття неповний робочий день для задоволення особистої цікавості чи оцінки краси, останнє особливо включає астрофотографію.

## Галузі астрономії
- Астробіологія — вивчає появу та еволюцію біологічних систем у Всесвіті.
- Астрофізика — розділ астрономії, який займається фізикою Всесвіту, включаючи фізичні властивості небесних об'єктів, а також їх взаємодію та поведінку[1]. Серед досліджуваних об'єктів галактики, зорі, планети, екзопланети, міжзоряне середовище та космічний мікрохвильовий фон; і перевірені властивості включають світність, щільність, температуру та хімічний склад. Піддисципліни теоретичної астрофізики:
  - Компактні об'єкти — ця субдисципліна вивчає дуже щільну матерію в білих карликах і нейтронних зорях та їхній вплив на середовище, включаючи акрецію.
  - Фізична космологія — походження та еволюція Всесвіту в цілому. Вивчення космології — це теоретична астрофізика в її найбільшому масштабі.
  - Квантова космологія — дослідження космології за допомогою квантової теорії поля для пояснення явищ, які загальна теорія відносності не може отримати через обмеження в її рамках.
  - Обчислювальна астрофізика — вивчення астрофізики з використанням обчислювальних методів і інструментів для розробки обчислювальних моделей.
  - Галактична астрономія — вивчає структуру та компоненти нашої Галактики та інших галактик.
  - Астрофізика високих енергій — вивчає явища, що відбуваються при високих енергіях, включаючи активні галактичні ядра, наднові зорі, гамма-спалахи, квазари та удари.
  - Міжзоряна астрофізика — дослідження міжзоряного середовища, міжгалактичного середовища та пилу.
  - Позагалактична астрономія — дослідження об'єктів (головним чином галактик) за межами нашої Галактики, включаючи формування та еволюцію галактик.
  - Зоряна астрономія — стосується утворення зірок, фізичних властивостей, тривалості життя головної послідовності, мінливості, еволюції та вимирання зірок.
  - Астрофізика плазми — вивчає властивості плазми в космосі.
  - Релятивістська астрофізика — вивчає ефекти спеціальної та загальної теорії відносності в астрофізичному контексті, включаючи гравітаційні хвилі, гравітаційні лінзи та чорні діри.
  - Фізика Сонця — Сонце та його взаємодія з рештою Сонячної системи та міжзоряним простором.
- Планетологія — дослідження планет, супутників і планетних систем.
  - Наука про атмосферу — вивчення атмосфери та погоди.
  - Екзопланетологія — різні планети за межами Сонячної системи
  - Планетоутворення — утворення планет і супутників у контексті формування та еволюції Сонячної системи.
  - Планетні кільця — динаміка, стійкість і склад планетних кілець
  - Магнітосфери — магнітні поля планет і супутників
  - Планетні поверхні — геологія поверхні планет і супутників
  - Планетарні інтер'єри — внутрішня композиція планет і супутників
  - Малі тіла Сонячної системи — найменші тіла, включаючи астероїди, комети, об'єкти поясу Койпера та пил.
- Астрономія розділена за загальною технікою, яка використовується для астрономічних досліджень:
  - Астрометрія — вивчення положення об'єктів на небі та зміни їх положення. Визначає використовувану систему координат і кінематику об'єктів у нашій Галактиці.
  - Спостережна астрономія — практика спостереження небесних об'єктів за допомогою телескопів та інших астрономічних приладів. Він стосується запису даних. Піддисципліни спостережної астрономії, як правило, складаються з характеристик детекторів:
    - Радіоастрономія — понад 300 мкм
    - Субміліметрова астрономія — 200 мкм до 1 мм
    - Інфрачервона астрономія — 0,7—350 мкм
    - Оптична астрономія — 380—750 нм
    - Ультрафіолетова астрономія — 10—320 нм
    - Рентгенівська астрономія — 0,01—10 нм
    - Гамма-астрономія — нижче 0,01 нм
    - Астрономія космічних променів — космічні промені, включаючи плазму
    - Нейтринна астрономія — нейтрино
    - Пилова астрономія — космічний пил
    - Астрономія гравітаційних хвиль — Гравітони

  - Фотометрія — дослідження того, наскільки яскравими є небесні об'єкти, пропущені через різні фільтри
  - Спектроскопія — дослідження спектрів астрономічних об'єктів
- Інші дисципліни, які можна вважати частиною астрономії:
  - Археоастрономія
  - Астрохімія

## Історія астрономії
Історія астрономії
- Історія Центру Всесвіту
  - Геоцентрична модель
  - Геліоцентризм
    - Геліоцентризм Коперника
- Археоастрономія
  - Археоастрономія та ведична хронологія
- Дотелескопічна астрономія
  - Вавилонська астрономія
  - Астрономія у Стародавньому Китаї
  - Астрономія в Стародавньому Єгипті
  - Астрономія Стародавньої Греції
  - Давньоєврейська астрономія
  - Індійська астрономія
  - Ісламська астрономія
  - Російська астрономія
  - Астрономія в середні віки
    - Наука в середньовічній Західній Європі
    - Астрономія ісламського Середньовіччя
- Історія астрономії в епоху Відродження
  - Наукові розробки під час наукової революції
    - Меценатство в астрономії
    - Коперниківська революція
      - Геліоцентризм Коперника
      - Микола Коперник
        - Про оберти небесних сфер

      - Тихо Браге
        - Тихонічна система

      - Галілео Галілей
        - Діалог про дві системи світу захист геліоцентричної системи, написаний Галілеєм, що призвело до суду та домашнього арешту інквізицією.

    - Винахід телескопа
      - Історія астрономії видимого світла
- Історія астрономії в епоху роздумів
- Радіоастрономія#Історія радіоастрономії
- Історія рентгенівської астрономії
- Історія інфрачервоної астрономії
- Історія гамма-астрономії
- Історія спостереження наднової
  - Список наднових

## Основні астрономічні явища
- Атмосфера
- Полюс світу
- Затемнення
- Екліптика
- Космічні промені
- Закони Кеплера
- Ефект Доплера
- Нутація
- Орбіта
- Пертурбація
- Прецесія
- Власний рух
- Червоний зсув
- Сонячне затемнення
- Припливи та відпливи
- Зодіак

## Астрономічні об'єкти
Астрономічний об'єкт

### Сонячна система
- Сонячна система
- Геологія сонячних планет земної групи
- Список об'єктів Сонячної системи
  - Список об'єктів Сонячної системи за розміром
- Галілеєві супутники
- Комета Галлея

#### Сонце
Сонце
- Місцезнаходження
  - Чумацький Шлях
    - Сонячна система
- Спектральна класифікація зір
  - Спектральна класифікація зір#Клас G
- Внутрішня структура
  - Стандартна сонячна модель
  - Сонячне ядро
  - Зона променистого переносу
  - Зона конвекції
- Зоряна атмосфера
  - Фотосфера
    - Супергрануляція
    - Гранула
    - Сонячний факел
    - Сонячна пляма

  - Хромосфера
    - Флоккули
    - Спікула
    - Хвиля Мортона

  - Сонячна корона
    - Сонячна перехідна область
    - Корональна діра
    - Корональна петля
    - Корональні викиди маси
    - Протуберанці
    - Стример шолома
- Цикли сонячної активності
  - Сонячний цикл
    - Список циклів сонячної активності

  - Сонячний максимум
  - Сонячний мінімум
  - Число Вольфа
  - Сонячний спалах
  - Геліосейсмологія
- Геліосфера
  - Сонячний вітер
    - Геліосферний струмовий шар

  - Геліосфера#Термінаційний шок
  - Геліосфера#Геліооболонка
  - Геліопауза
  - Дугоподібна ударна хвиля
- Пов'язані явища
  - Сонячне динамо
  - Сонячне затемнення
  - Сонячне світло
  - Сонячна енергія
- Обладнання для вивчення Сонця
  - Сонячний телескоп

#### Планети
- Планета
  - Особливості
    - Природний супутник
    - Кільця планет
- Планети Сонячної системи
  - Меркурій
  - Венера
  - Земля
    - Місяць

  - Марс
    - Супутники Марса

  - Юпітер
    - Супутники Юпітера
    - Кільця Юпітера

  - Сатурн
    - Супутники Сатурна
    - Кільця Сатурна

  - Уран
    - Супутники Урана
    - Кільця Урана

  - Нептун
    - Супутники Нептуна
    - Кільця Нептуна
- Карликова планета Сонячної системи
  - Церера
  - Плутон
    - Супутники Плутона

  - Гаумеа
    - Супутники Гаумеа

  - Макемаке
  - Ерида
    - Дизномія

#### Малі тіла Сонячної системи
Малі тіла Сонячної системи
- Астероїд
  - Малі планети
  - Вулканоїди
    - Навколоземні об'єкти
    - Пояс астероїдів
    - Троянці
    - Кентаври
    - Троянці Нептуна
    - Супутники астероїдів
    - Метеороїди
    - 2 Паллада
    - 3 Юнона
    - 4 Веста
    - 10 Гігея

  - Список астероїдів
  - Значення назв астероїдів
- Транснептуновий об'єкт
  - Пояс Койпера
    - Плутино
      - 90482 Оркус
      - 28978 Іксіон

    - К'юбівано
      - 2002 UX25

    - 20000 Варуна
    -  1992 QB1
    - 2002 TX300
    - 50000 Квавар
    - 38628 Гуя
    - 55565 Ая

  - Розсіяний диск
    - 2002 TC302
    - 2004 XR190
    - 90377 Седна

  - Комета
  - Список періодичних комет
  - Список неперіодичних комет
  - Дамоклоїд
  - Хмара Гіллса
  - Хмара Оорта

### Екзопланети
- Екзопланета (також відома як позасонячні планети) — планета за межами Сонячної системи. Станом на 28 січня 2021 року було ідентифіковано 4341 таку планету.
  - Суперземля — екзопланета з масою, більшою за земну, але значно нижчою за масу крижаних гігантів Сонячної системи.
  - Мінінептун — також відомий як газовий карлик або перехідна планета. Планета масою до 10 мас Землі, але менша за Уран і Нептун.
  - Супер-Юпітер — екзопланета, масивніша за Юпітер.
  - Субземля — екзопланета, «суттєво менш масивна», ніж Земля та Венера.
  - Кругова планета — екзопланета, яка обертається навколо двох зірок.
  - Гарячий юпітер — екзопланета, характеристики якої подібні до Юпітера, але мають високу температуру поверхні, оскільки вони обертаються дуже близько до своїх батьківських зірок, тоді як Юпітер обертається навколо своєї батьківської зорі (Сонця) на 5,2 а. о (780 × 106 км), що спричиняє низькі температури поверхні.
  - Гарячий нептун — екзопланета на орбіті, близькій до своєї зорі (зазвичай менш ніж на одну астрономічну одиницю), з масою, подібною до маси Урана або Нептуна.
  - Планета-пульсар — планета, яка обертається навколо пульсара або нейтронної зорі, що швидко обертається.
  - Планета-шахрай (також відома як міжзоряна планета) — об'єкт планетарної маси, який обертається безпосередньо навколо галактики.

### Зірки та зоряні об'єкти

#### Зірки
- Еволюція зір
  - Зореутворення
  - Зорі до головної послідовності
  - Головна послідовність
  - Горизонтальна гілка
  - Асимптотична гілка гігантів
  - Зачерпування
  - Смуга нестабільності
  - Червоне згущення
  - зірка PG 1159
  - Міриди
  - Планетарна туманність
  - Протопланетна туманність
  - Яскрава червона нова
  - Змінні зорі типу S Золотої Риби
  - Зорі Вольфа — Райє
  - Псевдо-наднова
  - Наднова
  - Гіпернова
  - Діаграма Герцшпрунга — Рассела
  - Діаграма колір–колір
- Протозоря
  - Молекулярна хмара
    - Зони H II

  - Глобула Бока
  - Молодий зоряний об'єкт
  - Об'єкт Гербіга — Аро
  - Трек Хаяші
  - Межа Хаяші
  - Трек Хеньї
  - Оріонові змінні
    - Зорі типу T Тельця
    - Фуори

  - Ae/Be-зорі Гербіга
- Клас світності
  - Субкарлик
  - Карликова зоря
    - Блакитний карлик
    - Червоний карлик

  - Субгігант
  - Гігант
    - Блакитні гіганти
    - Червоні гіганти

  - Яскравий гігант
  - Надгігант
    - Блакитний надгігант
    - Червоний надгігант
    - Жовтий надгігант

  - Гіпергігант
    - Жовтий гіпергігант

  - Блакитні приблуди
- Спектральна класифікація зір
  - Зірка головної послідовності O-типу
  - зірка головної послідовності B-типу
  - зірка головної послідовності A-типу
  - зірка головної послідовності F-типу
  - Зірка головної послідовності G-типу
  - зірка головної послідовності K-типу
  - зірка головної послідовності M-типу
  - Be-зорі
  - OB-зорі
  - Субкарлик спектрального класу B
  - Зірка пізнього типу
  - Хімічно пекулярні зорі
    - Металічні зорі
    - Ap- та Bp-зорі
      - RoAp-зорі

    - Барієві зорі
    - Вуглецеві зорі
    - CH-зорі
    - Екстремальна гелієва зоря
    - Зорі типу λ Волопаса
    - Головна зірка
    - Ртутно-манганова зоря
    - Зорі спектрального класу S
    - Оболонкові зорі
    - Технецієва зоря
- Залишки
  - Білий карлик
    - Чорний карлик
    - Гелієва планета

  - Нейтронна зірка
    - Пульсар
    - Магнетар

  - Зоряна чорна діра, колапсар
  - Компактна зоря
    - Кваркова зоря
    - Екзотична зоря

  - Зоряне ядро: EF Ерідана
- Невдалі та теоретичні зірки
  - Субзоряний об'єкт
    - Коричневий карлик
      - Субкоричневий карлик

    - Планетар

  - Бозонна зірка
  - Темна зірка
  - Квазізоря
  - Об'єкт Торна — Житков
  - Залізна зоря
- Зоряний нуклеосинтез
  - Альфа-процес
  - Потрійний альфа-процес
  - Протон-протонний ланцюжок
  - Гелієвий спалах
  - Цикл CNO
  - Горіння літію
  - Ядерне горіння вуглецю
  - Ядерне горіння неону
  - Ядерне горіння кисню
  - Ядерне горіння кремнію
  - S-процес
  - R-процес
  - Фузор
  - Нова
    - Залишок нової
- Будова зорі
  - Сонячне ядро
  - Зона конвекції
    - Мікротурбулентність
    - Сонцеподібні осциляції

  - Радіаційна зона
  - Фотосфера
  - Зоряна пляма
  - Хромосфера
  - Зоряна корона
  - Зоряний вітер
    - Бульбашка зоряного вітру

  - Астросейсмологія
  - Межа Еддінгтона
  - Механізм Кельвіна - Гельмгольца
- Властивості
  - Зоряні позначення
  - Зоряна динаміка
  - Ефективна температура
  - Зоряна кінематика
  - Зоряне магнітне поле
  - Магнітуда
    - Абсолютна величина

  - Сонячна маса
  - Металічність
  - Обертання зірок
  - Фотометрична система UBV
  - Змінна зірка
- Зоряна системаs
  - Двійна зірка
    - Двійковий файл контакту
    - Загальний конверт

  - Кілька зірок
  - Акреційний диск
  - Планетарна система
  - Сонячна система Землі
- Землецентричне спостереження зірок
  - Полярна зірка
  - Циркумполярна зірка
  - Магнітуда
    - Зорна величина
    - Фотографічна величина
    - колір-колір діаграми

  - Променева швидкість
  - Правильний рух
  - Паралакс
  - Зірка фотометричного стандарту
- Списки зір
  - Список власних назв зір
  - Список арабських назв зір
  - Традиційні китайські назв зір
  - Список наймасивніших зір
  - Список найменш масивних зір
  - Список найбільших відомих зір
  - Список найяскравіших зір
    - Історичні найяскравіші зір

  - Список найбільш яскравих зір
  - Список найближчих зір
    - Список найближчих яскравих зір

  - Список екзопланетних зір
  - Список коричневих карликів
  - Список планетарних туманностей
  - Список нових
  - Список наднових
  - Список залишків наднових
  - Список кандидатів у наднові
  - Хронологія зоряної астрономії

#### Чорні діри
Чорна діра
- Типи
  - Метрика Шварцшильда
  - Обертова чорна діра
  - Заряджена чорна діра
  - Віртуальна чорна діра
- Розмір
  - Мікрочорна діра

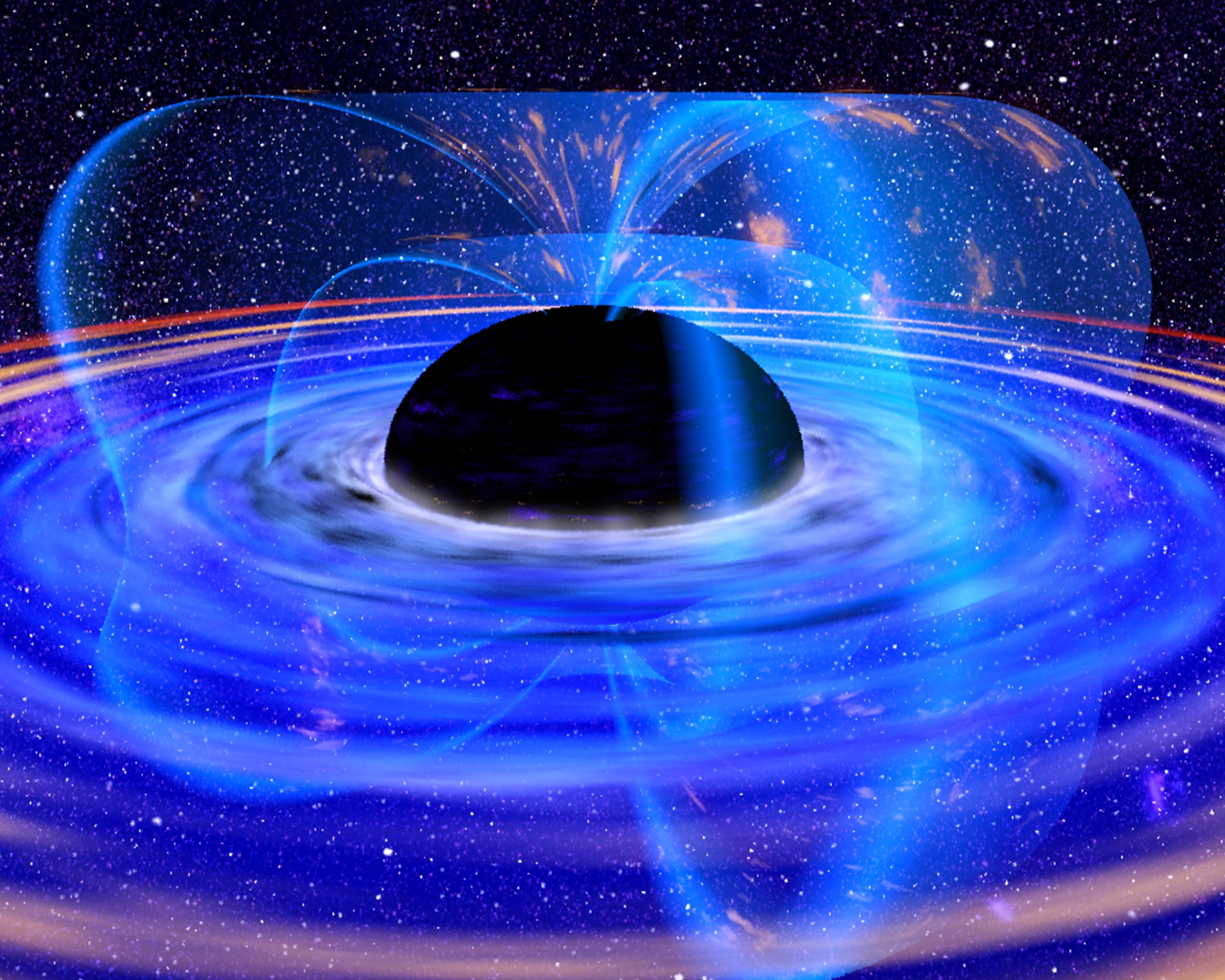
Зображення художником чорної діри

  - Екстремальна чорна діра (Електрон чорної діри)
  - Зоряна чорна діра
  - Чорна діра середньої маси
  - Надмасивна чорна діра
  - Квазар
    - Активне галактичне ядро
    - Блазар
- Формування
  - Зіркова еволюція
  - Гравітаційний колапс
  - Нейтронна зірка (Шаблон:нейтронна зірка)
  - Компактна зірка
    - Кваркова зірка
    - Екзотична зірка

  - Межа Толмена–Опенгеймера–Волкова
  - Білий карлик (Шаблон:білий карлик)
  - Супернова (Шаблон:supernovae)
  - Гіпернова
  - Гамма-спалах
- Властивості
  - Термодинаміка чорної діри
  - Радіус Шварцшильда
  - М–сигма відношення
  - Горизонт подій
  - Квазіперіодичне коливання
  - Фотонова сфера
  - Ергосфера
  - Випромінювання Хокінга
  - Процес Пенроуза
  - Наростання Бонді
  - Спагетифікація
  - Гравітаційна лінза
- Моделі
  - Гравітаційна сингулярність (Теореми сингулярності Пенроуза–Гокінга)
  - Первинна чорна діра
  - Gravastar
  - Темна зірка
  - Зірка темної енергії
  - Чорна зірка
  - Магнітосферний вічно колапсуючий об'єкт
  - Fuzzball
  - Біла діра
  - Оголена сингулярність
  - Сингулярність кільця
  - Параметр Immirzi
  - Мембранна парадигма
  - Кугельбліц
  - Червоточина
  - Квазізірка
- Питання
  - Теорема про відсутність волосся
  - Інформаційний парадокс про чорну діру
  - Гіпотеза космічної цензури
  - Несингулярні моделі чорних дір
  - Голографічний принцип
  - Доповнюваність чорних дір
- Метрики
  - Метрика Шварцшильда
  - Метрика Керра
  - Рейснера–Нордстрема
  - Керра–Ньюмена
- Пов'язані
  - Список чорних дір
  - Хронологія фізики чорних дір
  - Rossi X-ray Timing Explorer
  - Гіперкомпактна зоряна система

### Сузір'я
- Сузір'я

#### 88 сучасних сузір'їв
- Андромеда
- Насос
- Райський Птах
- Водолій
- Орел
- Жертовник
- Овен
- Візничий
- Волопас
- Різець
- Жираф
- Рак
- Гончі Пси
- Великий Пес
- Малий Пес
- Козеріг
- Кіль
- Кассіопея
- Кентавр
- Цефей
- Кит
- Хамалеон
- Циркуль
- Голуб
- Волосся Вероніки
- Південна Корона
- Північна Корона
- Ворон
- Чаша
- Південний Хрест
- Лебідь
- Дельфін
- Золота Риба
- Дракон
- Малий Кінь
- Ерідан
- Піч
- Близнята
- Журавель
- Геркулес
- Годинник
- Гідра
- Південна Гідра
- Індіанець
- Ящірка
- Лев
- Малий Лев
- Заєць
- Терези
- Вовк
- Рись
- Ліра
- Столова Гора
- Мікроскоп
- Єдиноріг
- Муха
- Косинець
- Октан
- Змієносець
- Оріон
- Павич
- Пегас
- Персей
- Фенікс
- Живописець
- Риби
- Південна Риба
- Корма
- Компас
- Сітка
- Стріла
- Стрілець
- Скорпіон
- Скульптор
- Щит
- Змія
- Секстант
- Телець
- Телескоп
- Трикутник
- Південний Трикутник
- Тукан
- Велика Ведмедиця
- Мала Ведмедиця
- Вітрила
- Діва
- Летюча Риба
- Лисичка

### Галактики
- Галактика
- Галактика Андромеди
- Магелланові хмари
- Квазар

## Астрономи
- Аріабхата I
- Вальтер Бааде
- Фрідріх Бессель
- Тихо Браге
- Енні Джамп Кеннон
- Алван Кларк
- Микола Коперник
- Галілео Галілей
- Джордж Еллері Гейл
- Вільям Гершель
- Едвін Хаббл
- Якобус Каптейн
- Йоганн Кеплер
- Джерард Койпер
- Генрієтта Лівітт
- Ісаак Ньютон
- Едвард Пікерінг
- Птолемей
- Генрі Норріс Рассел
- Харлоу Шеплі